# Піхотна дивізія «Фердінанд фон Шілль»
Піхотна дивізія «Фердінанд фон Шілль» (нім. Infanterie-Division Ferdinand von Schill) — дивізія Вермахту, що існувала наприкінці Другої світової війни.

## Історія
Піхотна дивізія «Фердінанд фон Шілль» сформована 24 квітня 1945 року на базі штурмової групи «Бург», що входила до резерву 12-ї армії генерала танкових військ Вальтера Венка. Дивізія билась за утримання Віттенберга та Потсдама. Розгромлена в боях за Берлін, рештки з'єднання капітулювали Червоній армії з 8 по 10 травня 1945 року.

## Райони бойових дій
- Німеччина (квітень — травень 1945).

## Командування

### Командири
- оберстлейтенант Альфред Мюллер (нім. Alfred Müller; 24 квітня — 8 травня 1945).

### Підпорядкованість
| Час     | Корпус | Армія       | Група армій (округ) | Штаб  |
| ------- | ------ | ----------- | ------------------- | ----- |
| 1945    |        |             |                     |       |
| квітень | XX ак  | 12-та армія | Група армій «Вісла» | Ельба |

## Склад
| квітень 1945                                      |
| ------------------------------------------------- |
| 1-й гренадерський полк «Фердінанд фон Шілль»      |
| 2-й гренадерський полк «Фердінанд фон Шілль»      |
| 3-й гренадерський полк «Фердінанд фон Шілль»      |
| Бригада штурмової артилерії «Фердінанд фон Шілль» |
| 394-та бригада штурмових гармат                   |
| фузілерний батальйон                              |
| інженерна рота                                    |
| рота зв'язку                                      |